# Vochysiaceae
Vochysiaceae es una familia de plantas fanerógamas perennes, incluyendo árboles y arbustos. La familia consiste en alrededor de 200 especies dentro de ocho géneros. Seis de los géneros son nativos de los trópicos de Centroamérica, México y Suramérica tropical. Los géneros Erismadelphus y Korupodendron son nativos del oeste de África.
La familia es original de Surámerica. Erismadelphus se cree divergió de Erisma aproximadamente hace 30 millones de años, y viajó a África como resultado de la dispersión a larga distancia.

## Descripción
Son árboles o arbustos, frecuentemente con savia resinosa; plantas hermafroditas. Hojas opuestas o verticiladas, simples, enteras, pinnatinervias; estípulas pequeñas y generalmente caducas, a veces reducidas a glándulas o ausentes. Inflorescencias racemosas, paniculadas o tirsoides, terminales o axilares, flores zigomorfas, bibracteoladas; sépalos 5, connados en la base, imbricados, desiguales, 1 generalmente espolonado en la base; pétalos 1–3 (–5); estambres 1–5 (–7), anteras ditecas; ovario súpero. Fruto generalmente una cápsula loculicida; semillas frecuentemente aladas.

## Géneros
- Callisthene
- Erisma
- Erismadelphus
- Korupodendon
- Qualea
- Ruizterania
- Salvertia
- Vochysia